# Melilotoides czerepanov
Melilotoides czerepanov là một loài thực vật có hoa trong họ Đậu. Loài này được (Grossh.) Czerep. mô tả khoa học đầu tiên năm 1995.